# Tobias Wolff (Medailleur)
Tobias Wolff (* 1531 vermutlich in Breslau, Fürstentum Breslau; † nach 1600 vermutlich ebenda) war ein deutscher Medailleur und Goldschmied.

## Leben
Wolffs Geburts- und Sterbedatum ist unbekannt. Er wird erstmals 1561 als Meister in Breslau genannt. 1574 erfolgte unter Kurfürst August von Sachsen der Ruf an den kursächsischen Hof nach Dresden. Hier schuf er zahlreiche Porträtmedaillen von Mitgliedern der kursächsischen Familie und Angehörigen des Hofes. Auch eine Serie von Medaillen fränkischer Könige und der Päpste sind von seiner Hand erhalten.
Später ist Wolff wieder in Breslau nachweisbar. Kurz nach 1600 wird sein Todesdatum angenommen.
Seine Signatur ist «TW» als Monogramm ausgeführt.

## Werke in Auswahl
- Porträtmedaille Herzog Albrecht, (ca. 1574–86) SKD, Münzsammlung[3]
- Porträtmedaille Herzogin Sophia von Liegnitz–Brieg, (ca. 1556–94) SKD, Münzsammlung[4]
- Porträtmedaille Kurfürst Moritz, (ca. 1574–86) SKD, Münzsammlung[5]
- Porträtmedaille Kurfürst Moritz als Knabe, (ca. 1553) SKD, Münzsammlung[6]
- Medaille auf Kurfürst August und Kurfürst Johann Georg von Brandenburg – Torgauer Konvent und die Torgauer Konkordienformel (1574) SKD, Münzsammlung,[7]
- Porträtmedaille Kurfürst Christian II. mit seinen Brüdern Herzog Johann Georg und Herzog August von Sachsen
- Porträtmedaille des Baumeisters Paul Buchner, (1580) Wien, Kunsthistorisches Museum, Münzkabinett[8]
- Porträtmedaille des Bildhauers Hans Walther II, 1572, Stift Herzogenburg
- Medaillenserie der fränkischen Könige (1567–75), SKD, Münzsammlung[9]
- Medaillenserie der Päpste (1574–76), SKD, Münzsammlung[10]